# Алексеев, Юрий Георгиевич (журналист)
Юрий Георгиевич Алексеев (латыш. Jurijs Aleksejevs, р. 29 ноября 1958 года) — латвийский журналист, публицист, редактор, общественный деятель. Один из самых известных русскоязычных журналистов и редакторов в Латвии.

## Биография
Родился 29 ноября 1958 года в Норильске. Его отец — офицер Советской Армии, фронтовик, мать — врач-стоматолог, которая поехала работать в Норильск по распределению после окончания медицинского факультета Латвийского государственного университета в 1949 году.
Оба родителя прослужили на севере по 13 лет и вышли на пенсию по выслуге. В начале 1960-х годов семья переехала в Кривой Рог, затем в Краснодар, а в 1970 году — в Ригу, где Юрий и его сестра Майя были зачислены в школу № 62 в микрорайоне Кенгарагс.
В 1976 году после окончания 52-й рижской физико-математической школы Алексеев поступил на радиофакультет Рижского политехнического института, а в 1981 году успешно его окончил по специальности инженер-радиотехник. Отслужил в Советской Армии полтора года в звании лейтенанта как выпускник вуза.
До 1992 года работал инженером-конструктором, ведущим инженером, руководителем лаборатории конструкторского бюро «Орбита» ПО «Радиотехника». Является одним из конструкторов магнитолы «Рига-310».
Когда предприятие «Радиотехника» стало жертвой экономического кризиса, Алексеев со своим приятелем Александром Гавартиным создали творческое агентство Gavarseev Bros («Братья Гаварсеевы»), предлагавшее оригинальные тексты для бизнес-структур.

### В масс-медиа группеБизнес&Балтия
Агентство Gavarseev Bros привлёк к сотрудничеству в апреле 1992 года издатель деловой газеты «Бизнес&Балтия» Владимир Гуров.
В том же году Юрий Алексеев предложил ряд эффективных коммерческих проектов для привлечения рекламы в газету, он лично редактировал автоприложение к газете. Он же предложил издавать газету на розовой бумаге, аналогично Financial Times, и увеличить частоту выпуска сначала до двух раз в неделю, затем перейти на ежедневный выпуск и формат А2. Благодаря этим идеям газета стала быстро развиваться, а сам Алексеев стал её директором, оставаясь в этой должности до 1998 года. С 1993 года, когда газета вышла на самоокупаемость и стала прибыльной, её единоличный владелец Владимир Гуров предложил Алексееву статус совладельца с 20 % акций.

### Собственные проекты
8 июня 1999 года Алексеев зарегистрировал предприятие Baltijas Komersants, в которое привлёк средства латвийских предпринимателей и их предприятий: Ивана Тыщенко и Wess Investīcijas, Александра Окладникова, Aeronavigācijas serviss и Baltijas Gaiss, Владимира Соломатина, Геннадия Кирилова, L.I.O.N. un Ko. Акционеры внесли в уставной капитал предприятия свыше 300 тысяч латов, однако проект газеты «Коммерсант Baltic daily», для которой и было создано предприятие, оказался коммерчески неуспешным. 21 января 2002 года само предприятие подало иск о признании неплатежеспособности. Вскоре была начата процедура банкротства и предприятие было ликвидировано 28 апреля 2003 года. Издание «Коммерсант Baltic daily» перенял издательский дом Fenster, а Юрий Алексеев оставался ее шеф-редактором до 2005 года, после чего газета была преобразована в журнал «Бизнес.lv», выходивший до 2006 года.
В 2006 году Алексеев вернулся в газету «Бизнес&Балтия», по 2010 год был её главным редактором.

### Политическая и общественная деятельность
Юрий Алексеев участвовал в работе левоцентристской партии ЗаПЧЕЛ: был членом её правления, а с 2005 по 2009 год — депутатом Рижской думы от этой партии.
С апреля 2011 года — председатель на дискуссионном интернет-портале «IMHOclub». Аббревиатура IMHO (in my humble opinion — «по моему скромному мнению», англ.) должна описывать характер издания: это «территория особых мнений».

## Преследование по политическим мотивам
Полиция безопасности Латвии сочла «IMHOclub» антилатвийским ресурсом и стала регулярно включать его и самого Юрия Алексеева в свои ежегодные отчеты.

### Уголовные дела
В декабре 2017 года Полиция безопасности провела обыск на квартире Алексеева и обнаружила у него 34 патрона от пистолета Макарова. Алексеев был задержан и допрошен, после чего ему предъявили обвинение в разжигании межнациональной розни, в том числе из-за комментариев, оставленных на портале «IMHOclub» другими пользователями. Алексеев предполагает, что патроны ему подбросили, так как они были спрятаны в таком месте, которое он не мог сам обнаружить.
23 ноября 2018 года Полиция безопасности вновь задержала Юрия Алексеева, на этот раз взяв под стражу и модератора комментариев «IMHOclub» Дмитрия Сумарокова. Двое суток журналистов удерживали в СИЗО, после чего ПБ обратилась в суд с ходатайством об их аресте и переводе в Рижскую центральную тюрьму по обвинению в нарушении нескольких статей Уголовного закона, среди которых: статья 74 прим («Оправдание геноцида, преступлений против человечности, преступлений против мира и военных преступлений»), статья 80, часть вторая («Деятельность, направленная против Латвийской Республики») и статья 81 прим («Помощь иностранному государству в его деятельности, направленной против Латвийской Республики»). «Самой тяжёлой является статья 80 (2), минимальное наказание по которой — пять, а максимальное — пятнадцать лет лишения свободы», — прокомментировал публицист Владимир Линдерман.
Суд отклонил ходатайство Полиции безопасности об аресте и отпустил Алексеева и Сумарокова под подписку о невыезде. У обоих были изъяты компьютерная техника и телефоны — в третий раз с начала уголовного преследования. После освобождения из-под ареста следователь установил Алексееву полный комплект мер ограничения, включая полицейский надзор.
2 декабря 2019 года Алексеев направил в Службу государственной безопасности Латвии заявление с просьбой отменить запрет на выезд из Латвии. В просьбе было отказано. Как прокомментировал отказ Алексеев на своей странице в Фейсбуке, «у следователей на меня ничего нет, иначе бы не тянули мой „процесс“ уже третий год, иначе бы вы давно отнесли моё дело в суд».
Первым из латышских журналистов за Алексеева вступился публицист Лато Лапса, опубликовавший на портале Pietiek статью Аллы Березовской «Нигилистам выезд запрещен?». Березовская заявила, что Алексееву запрещено публиковать статьи на его портале (что она расценила как запрет на журналистскую деятельность), а полицейскому надзору он подлежит наравне с наркодилерами и грабителями: он обязан три раза в неделю отмечаться в полицейском участке в 8 км от дома и находиться дома с 23.00 до 6.00, что регулярно проверяет полиция. Без объяснения причин банк Citadele аннулировал Алексееву расчетный счет, который у него был в течение 25 лет.
При этом в течение года с начала процесса никаких следственных действий по делу Алексеева не велось: подозреваемого не вызывали ни на допросы, ни на очные ставки.